# Pascuala Perié
Pascuala Perié Gracia (Nuez de Ebro, Zaragoza, 1901 - Zaragoza, 1950) fue una cantante de jota aragonesa cuya actividad se desarrolló entre los años 1920 y 1950. Está considerada como una de las más importantes «cantadoras» de este estilo emblemático del folclore cantado en Aragón.
Sobrina del cantador de jota Juan Antonio Gracia, su primera formación musical se debió sus enseñanzas. Marchó posteriormente a Zaragoza donde se casó con Enrique Tolosana con quien tuvo dos hijos, Enrique y José Tolosana Perie. 
En 1919 consigue su primer premio importante, en un certamen de jota de Belchite y un año después obtiene el máximo galardón de la jota cantada al obtener el Primer Premio en el Certamen Oficial de Jota de Zaragoza.
Actuó como primera figura en los agrupaciones de jotas «Alma Aragonesa» y «Raza Aragonesa». Destacaba su esmerada vocalización y su personal estilo de «decir» las cantas. Una de sus principales obras fue la famosa "Magallonera". Actuaba en la mayoría de los casos acompañada de sus hijos.
Dio algunas clases al cantante de jotas José Iranzo, El Pastor de Andorra.
En sus años como docente fue la primera profesora de la Escuela Oficial Municipal de Jota de Zaragoza, desde su fundación, el 10 de enero de 1940, hasta su muerte en 1950. Una vez acaecida su muerte Zaragoza le rindió un gran homenaje, llevando su nombre a una calle de la ciudad, en el terreno personal fue una gran mujer amada por todos los que la conocieron. 
En el año 2001 se celebró en su pueblo natal, Nuez de Ebro, un homenaje para conmemorar el centenario de su nacimiento.